# Thamnomanes
Thamnomanes – rodzaj ptaków z rodziny chronkowatych (Thamnophilidae).

## Występowanie
Rodzaj obejmuje gatunki występujące w Ameryce Południowej.

## Morfologia
Długość ciała 13–14,5 cm, masa ciała 16–21 g.

## Systematyka

### Nazewnictwo
Nazwa rodzajowa jest połączeniem słów z języka greckiego: θαμνος thamnos – „krzew” oraz przyrostka -μανης -manes – „pasjonowanie”.

### Podział systematyczny
Gatunkiem typowym jest Lanius caesius (= Thamnomanes caesius). Do rodzaju należą następujące gatunki:
- Thamnomanes ardesiacus (P.L. Sclater & Salvin, 1868) – ciemnotek amazoński
- Thamnomanes saturninus (Pelzeln, 1868) – ciemnotek czarnogardły
- Thamnomanes caesius (Temminck, 1820) – ciemnotek szary
- Thamnomanes schistogynus Hellmayr, 1911 – ciemnotek niebieskawy